# Monatshefte für deutschsprachige Literatur und Kultur
Die Monatshefte erschienen erstmals 1899 und werden seit 1927 an der University of Wisconsin–Madison herausgegeben. Aktuelle Herausgeberinnen sind Hannah V. Eldridge und Sonja E. Klocke.

## Zeitschriftsgeschichte
Die Zeitschrift erschien als Zeitschrift für deutschamerikanisches Schulwesen und als Organ des Nationalen Deutschamerikanischen Lehrerbunds von 1899 bis 1905 als Pädagogische Monatshefte, anschließend von 1906 bis 1918 als Monatshefte für deutsche Sprache und Pädagogik und von 1920 bis 1926 als Jahrbuch an der Universität in Milwaukee und in Madison. Von 1928 bis 1945 erschien die Zeitschrift herausgegeben vom German Department of the University of Wisconsin als Monatshefte für deutschen Unterricht und war dem Deutschunterricht in US-amerikanischen Schulen und Colleges gewidmet. Von 1946 bis 1998 erschien die Zeitschrift dann als Monatshefte für deutschen Unterricht, deutsche Sprache und Literatur und änderte 1998 bislang letztmals ihren Titel nach Monatshefte für deutschsprachige Literatur und Kultur.